# Camillo Marino
Camillo Marino (Salerno, 5 maggio 1925 – Avellino, 30 settembre 1999) è stato un critico cinematografico, sceneggiatore e giornalista italiano.

## Cinema
Camillo Marino è stato il fondatore, insieme a Giacomo D'Onofrio, del Laceno d'Oro, Festival del Cinema Neorealista.
Dopo la licenza liceale classica, è allievo del matematico napoletano Renato Caccioppoli alla Facoltà di Fisica di Napoli che lascerà, ad un solo esame dalla laurea, per dedicarsi completamente al cinema e alla politica. 
Fonda Cinemasud, rivista neorealista di avanguardia e di cinema politico, che in quarant'anni avrà collaboratori eccellenti ed una diffusione mondiale. Dalla rivista nascerà il Festival del Cinema Neorealista che con Pier Paolo Pasolini, Marino e D'Onofrio partirà nel settembre del 1959.
Amico di Luis Buñuel, Ken Loach, Carlo Lizzani, Gillo Pontecorvo, Luigi Zampa, Giuliano Montaldo, Lina Wertmüller, Ettore Scola, Tinto Brass, dei fratelli Taviani. Camillo Marino era molto conosciuto nell'Europa dell'Est, dove collaborò a riviste e dove fu membro di giurie di importanti premi cinematografici. 
La sua passione di cinefilo è stata immortalata da Ettore Scola in C'eravamo tanto amati film in cui il personaggio di Nicola Palumbo (professore di liceo campano, cinefilo ed ex partigiano), interpretato da Stefano Satta Flores, è dichiaratamente ispirato a Camillo Marino.
Si ricordano alcune sue brevi apparizioni nei film Due soldi di felicità (1954) di Roberto Amoroso, Capriccio (1987) dell'amico Tinto Brass e in La donnaccia (1964), di cui fu autore del soggetto insieme al regista Silvio Siano e a Pasquale Stiso. Sempre nel 1964 scriverà anche il soggetto di un altro film diretto da Siano, "La vedovella" interpretato da Margaret Lee, Peppino De Filippo e Aroldo Tieri. 
Il 1988 sarà l'anno dell'ultima edizione del Laceno d'Oro. Camillo decise di dar fine alla sua creatura pur di non rischiare di consegnarlo nelle mani della politica locale. 
A due anni dalla scomparsa di Marino, nel 2001, è stato istituito un Premio in suo onore e dal 2003 la manifestazione ha assunto il nome di “Premio Camillo Marino – Laceno d'Oro”.

## Politica
Giovanissimo partecipa alla Resistenza .Viene arrestato insieme ad altri giovani irpini tra cui Federico Biondi e Antonio Maccanico. 
Si iscrive al PCI, da cui sarà espulso, e successivamente nel PSI, all'interno del quale militerà nella corrente di sinistra

## Filmografia

### Attore
- 1954: Due soldi di felicità di Roberto Amoroso
- 1964: La donnaccia di Silvio Siano
- 1987: Capriccio di Tinto Brass

### Soggettista
- La vedovella, regia di Silvio Siano (1964)
- La donnaccia, regia di Silvio Siano (1964)